# 28171 Diannahu
28171 Diannahu è un asteroide della fascia principale. Scoperto nel 1998, presenta un'orbita caratterizzata da un semiasse maggiore pari a 2,4148180 UA e da un'eccentricità di 0,1841767, inclinata di 1,96572° rispetto all'eclittica.